# Ramat

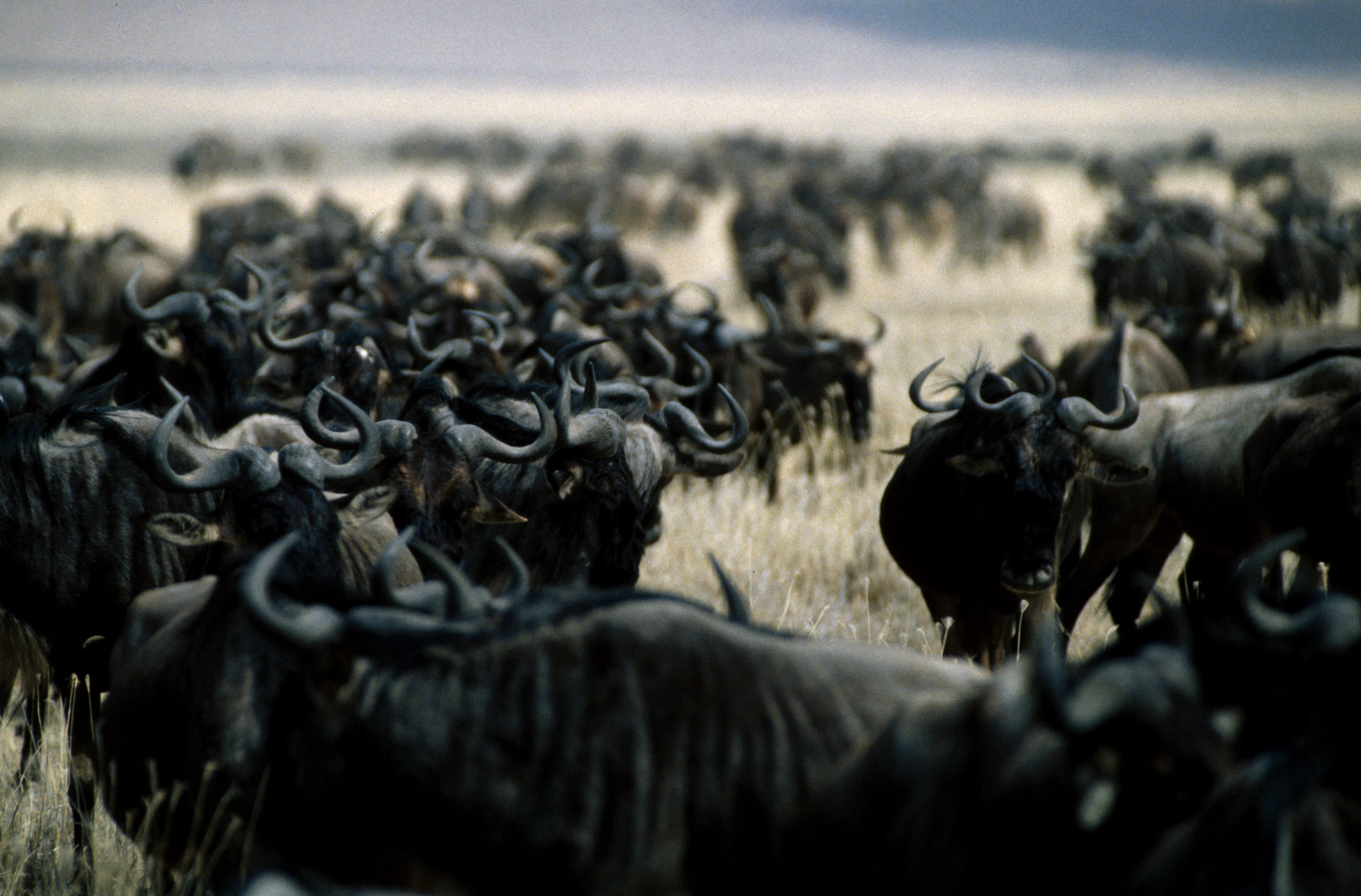
Una ramada de nyus.

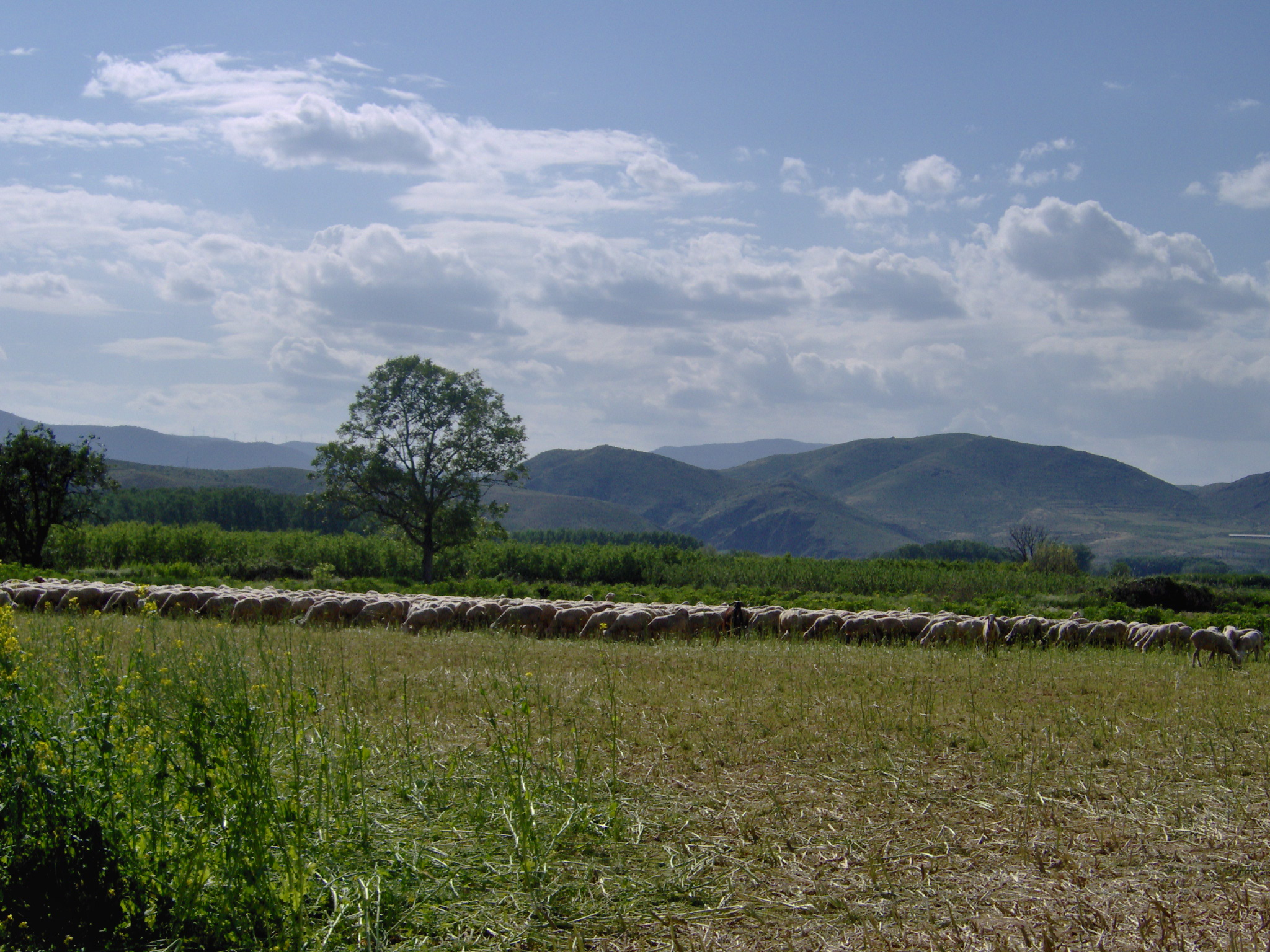
Ramat d'ovelles a la Vega del Jalón (Chodes, Zaragoza).

Un ramat, una ramada, rabera o guarda (Balears) (i antigament un folc; modernament designa un escamot, ço és un ramat petit en tortosí i balear) es compon de diversos animals de la mateixa espècie que estan junts o que es desplacen junts. De vegades alguns d'aquest termes es refereixen a animals en estat salvatge; però quasi tots es poden aplicar a espècies domesticades, encara que és més apropiat parlar de porcada de porcs, gossada o canilla de gossos, llopada de llops, vacada de vaques, xaiada o borregada de xais, corders, borrecs, ovelles o cabres.
És interessant d'estudiar el comportament dels animals dins de la ramada, així com el seu capteniment com a grup enfront de la resta de les espècies. Fins i tot es poden observar comportaments de decisió de conjunt, com passa en el cas dels cérvols o búfals.

## Característiques
En èpoques antigues, quan l'home amb prou feines poblava la superfície de la Terra, hi havia immensos espais buits, i els animals campaven lliurement per aquestes grans superfícies; però avui dia, entre el poblament intensiu, l'agricultura, la tala de boscos i altres processos de modificació de la superfície de la Terra per les mans de l'home, s'han reduït considerablement les superfícies abans poblades per ramades. Això, sumat a la caça indiscriminada que posa en perill a diverses espècies, també ha estat un factor que ha portat a la reducció de les ramades, tant en el seu nombre, com en la quantitat d'exemplars que les conformen. Amb la finalitat de limitar aquest procés, s'han creat reserves de fauna, on fins a cert grau, les ramades poden mantenir el seu anterior estil de vida salvatge. És el cas del parc de Yellowstone, on viu l'última ramada de bisons americans.
Els etòlegs han trobat que existeixen dos factors importants que afavoreixen l'existència de grups d'animals amb règim de mútua cooperació entre ells:
- Els avantatges obtinguts en la defensa enfront dels depredadors.
- La major facilitat en la cerca d'aliment o els avantatges de la caça en grup.